# Sistema de acasalamento
Sistema de acasalamento é o modo que um determinado grupo ou população estão organizados quanto ao comportamento sexual. O significado preciso do termo depende do contexto em que é inserido. Em animais, isso se refere em como se ocorrem as cópulas, especificando quais machos copulam e com quais e quantas fêmeas, e vice-versa. Os sistemas de acasalamento em animais são: monogamia, poliginia, poliandria, poliginandria e promiscuidade. 
Monogamia: Consiste num relacionamento onde há a presença de apenas um parceiro sexual, podendo ser em série, que a monogamia ocorre durante um determinado período de tempo.
Poliginia: Prática de um relacionamento no qual um macho possui mais de uma fêmea como sua parceira sexual.  
Poliandria: Interação sexual na qual a fêmea se relaciona com dois ou mais machos durante o período sexual e parental.
Apesar de ser uma relação na qual a fêmea possui vários parceiros, são citados alguns mecanismos de competição entre os machos e como eles serão afetados.  
Seus mecanismos variam de espécies, mas entre eles são conhecidos: a capacidade de controlar a quantidade de esperma ejaculado, a secreção de proteínas que irão anular a receptividade da fêmea, a inserção de tampões na entrada da vagina que evitará que a mesma copule com outros machos, e o mais clássico, a proteção das fêmeas contra possíveis competidores sexuais.
Poliginandria: Ocorre a interação sexual entre vários machos e fêmeas com a formação de relacionamentos instáveis.  Trazendo como o principal benefício a variabilidade genética.
Promiscuidade: caracteriza-se por um relacionamento onde não há o compromisso dos parceiros após a cópula, sem que haja exclusividade entre eles.

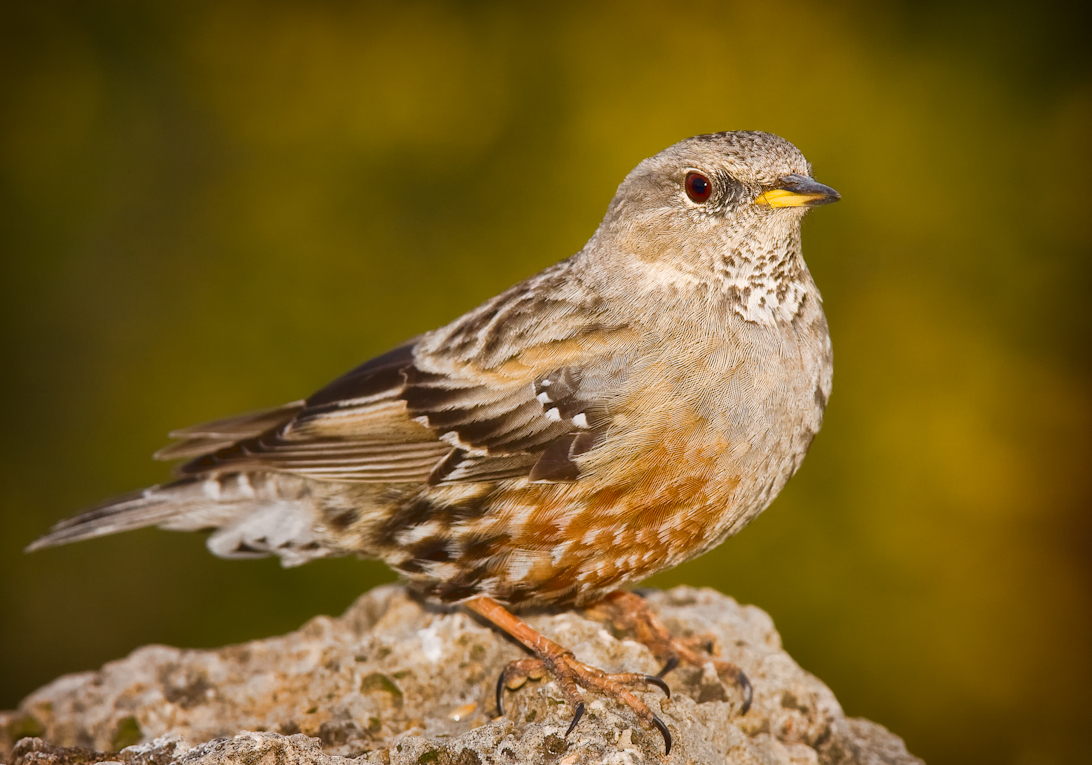
Ferreirinha-alpina

Cada um apresenta vantagens e desvantagens para cada indivíduo, envolvendo estratégias que podem levar até mesmo à morte. Como por exemplo: os zangões de Apis melliphera morrem após a cópula com a abelha rainha, apresentando um exemplo de monogamia onde acontece o suicídio sexual. Esse tipo de estratégia permite a passagem exclusiva de genes do macho, caso esse tenha menor possibilidade de encontrar outra fêmea. Outro exemplo de estratégia.
O pássaro Ferreirinha (Prunella collaris) fêmea, que possui o território sendo controlado por seu macho social utiliza da estratégia de manter outros machos ao redor de seu território, e quando o macho alfa estiver fora ela estará apta a copular com o macho subordinado. Fêmeas dessa espécie podem acasalar até 12 vezes por hora, resultando em centenas de cópulas até sua ovoposição. Neste caso o benefício da relação poliândrica será o cuidado parental de ambos os machos, uma vez que os dois tenham a frequência necessária de cópula durante o período. 

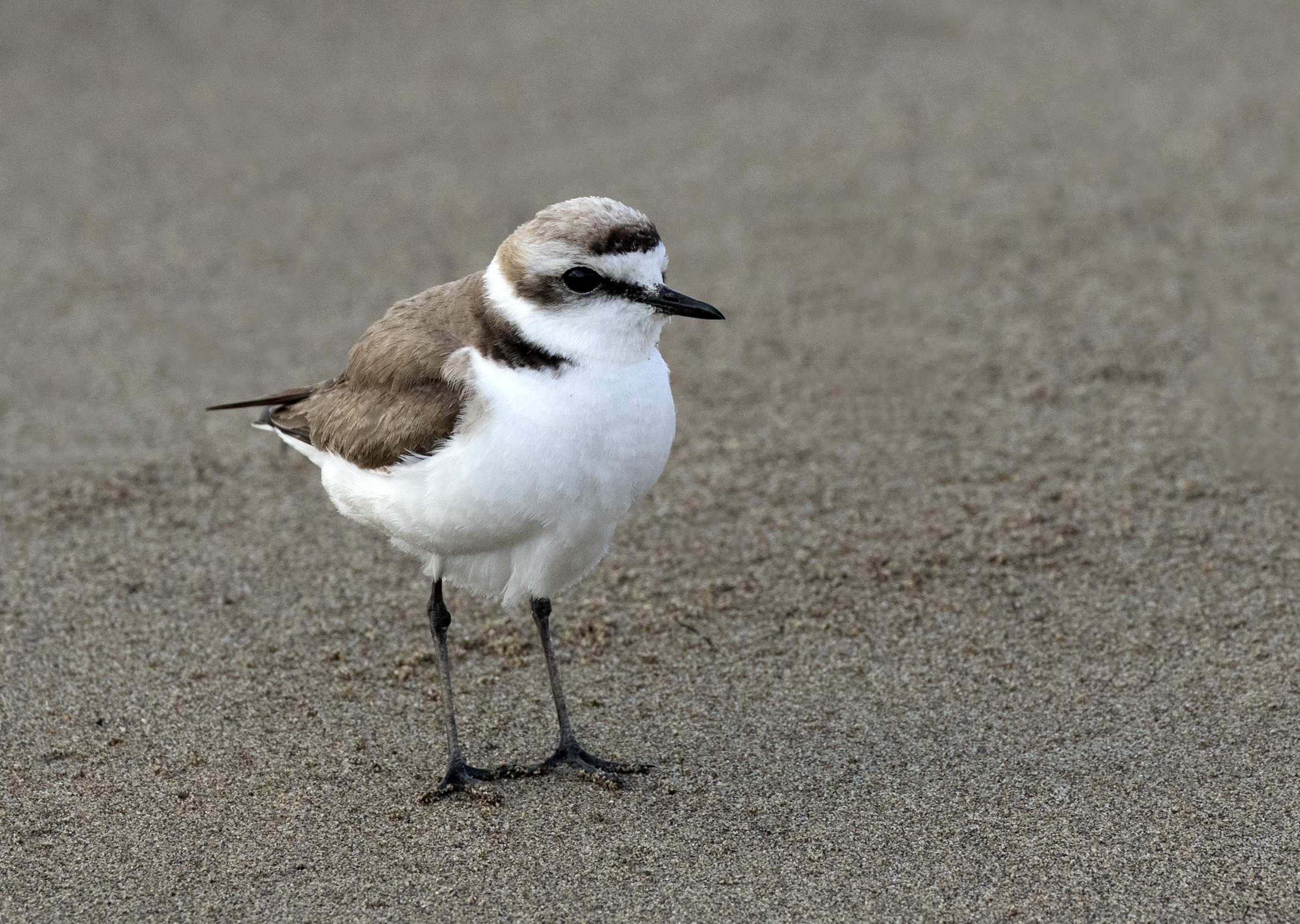
Borrelho-de-coleira-interrompida

Há também o abandono do parceiro, como no borrelho-de-coleira-interrompida, Charadrius alexandrinus, e não há a formação de um grupo seleto. Nesse caso, um dos parceiros abandona seu atual companheiro, o deixando tomar conta de sua prole já nascida, e vai atrás de outro indivíduo para conquistar e reproduzir. Tanto o macho quanto a fêmea podem apresentar tal comportamento, sendo mais comum neste primeiro.
Em sociobiologia humana, o conceito foi estendido de forma a englobar o casamento.

## Em plantas
Em plantas, sistema de acasalamento se refere ao grau e circunstâncias cruzamentos endogâmicos. A reprodução pode ocorrer de duas formas : a reprodução sexuada, a qual apresenta órgão sexuais, com a presença de gametas femininos, chamados de oosfera, e masculinos, chamados de anterozóide; ou a reprodução assexuada, a qual não é necessária a recombinação genética, originando assim, outra planta através do seu próprio corpo, como por exemplo o brotamento.  
Pólen – são grãos que carregam os gametas masculinos que futuramente fecundarão os gametas femininos. Atuando em diferentes formas de polinização: autofecundação e fecundação cruzada.